# Seznam kolínských biskupů a arcibiskupů

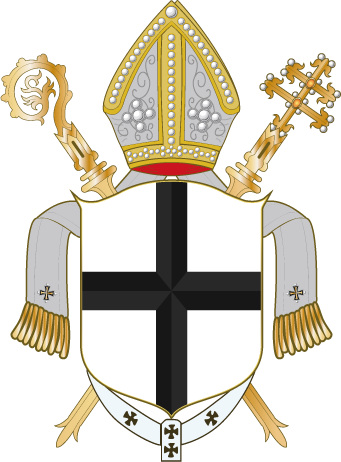
Znak kolínské arcidiecéze

Seznam kolínských biskupů a arcibiskupů uvádí přehled biskupů a arcibiskupů diecéze a od roku 795 arcidiecéze kolínské, jedné nejstarších diecézí v Německu. Od roku 1238 byli kolínští arcibiskupové zároveň zemskými kurfiřty.
Hlavním chrámem diecéze je katedrála svatého Petra v Kolíně nad Rýnem v německé spolkové zemi Severní Porýní-Vestfálsko, kde se nachází také sídlo arcibiskupa. Od roku 2014 je arcibiskupem kolínský rodák kardinál Rainer Maria Woelki.

## Biskupové v Colonia Agrippina (88–784)
Jména i data před působením arcibiskupa Günthera (tedy před rokem 850) jsou velmi nepřesná a je nutné je brát kriticky.
- Maternus I. (asi 88–128)
- Paulinus
- Marcellinus
- Aquilinus
- Levoldus (asi 248–285)
- Maternus II. (asi 285–315) – historicky doložitelný na koncilech v Římě a Arles
- Euphrates (asi 315–348)
- Severin (asi 348–403)
- Ebergisil I. (asi 403–440)
- Solatius (asi 440–470)
- Sunnovaeus (asi 470–500)
- Domitianus (fl. asi 535)
- Charentinus (fl. asi 570)
- Eberigisil II. (asi 580–600)
- Remedius (asi 600–611)
- Solatius (asi 611–622)
- Kunibert (asi 623–663)
- Bodatus (asi 663–674)
- Štěpán (674–680)
- Adelwin (680–695)
- Giso (695–708)
- Anno I. (708–710)
- Faramund (710–713)
- Agilolf (713–717)
- Reginfried (718–747)
- Hildegar (750–753)
- Bertholm (753–763)
- Rikulf (763–784)

## Arcibiskupové kolínští (784–1238)
- Hildebold (784–818)
- Hadbold (818–842)
- Hildwin (842–849)
- Günther (850–864)
- Hugo Welf (864–869)
- Wilbert (870–889)
- Heřman I. (890–924)
- Wigfried (924–953)
- Bruno I. (953–965)
- Volkmar (969–976)
- Warin (976–984)
- Ebergar (984–999)
- Heribert (999–1021)
- Pilgrim (1021–1036)
- Heřman II. (1036–1056)
- Anno II. (1056–1075)
- Hildholf (1076–1078)
- Sigwin (1078–1089)
- Heřman III. (1089–1099)
- Fridrich I. ze Schwarzenburgu (1100–1131)
- Bruno II. z Bergu (1131–1137)
- Hugo Sponheimský (1137)
- Arnold I. (1138–1151)
- Arnold II. z Wiedu (1152–1156)
- Fridrich II. z Bergu (1156–1158)
- Rainald z Dasselu (1159–1167)
- Filip z Heinsbergu (1167–1191)
- Bruno III. z Bergu (1191–1192)
- Adolf I. z Alteny (1193–1206, 1212–1216)
- Bruno IV. ze Saynu (1205–1208), vzdorobiskup
- Dietrich I. z Hengebachu (1208–1215), vzdorobiskup
- Engelbert II. z Bergu (1216–1225)
- Jindřich I. z Mulnarkenu (1225–1237)

## Arcibiskupové-kurfiřtikolínští (1238–1803)
- Konrád z Hochstadenu (1238–1261)
- Sv. Engelbert II. Falkenburský (1261–1274)
- Siegfried II. z Westerburku (1275–1297)
- Wikbold I. z Holte (1297–1304)
- Jindřich II. z Virneburgu (1304–1332)
- Walram z Jülichu (1332–1349)
- Wilhelm z Gennepu (1349–1362)
- Adolf II. von der Marck (1363–1363)
- Engelbert III. von der Marck (1364–1369)
- Kuno z Falkensteinu (1370–1371)
- Fridrich III. ze Saarwerdenu (1372–1414)
- Dietrich II. z Moersu (1414–1463)
- Ruprecht Falcký (1463–1480)
- Heřman IV. Hesenský (1480–1508)
- Filip II. z Daun-Obersteinu (1508–1515)
- Heřman V. z Wiedu (1515–1546) konvertoval k luteránství, byl sesazen
- Adolf III. ze Schauenburgu (1546–1556)
- Anton ze Schauenburgu (1556–1558)
- Gebhard I. z Mansfeldu-Vorderortu (1558–1562)
- Fridrich IV. z Wiedu (1562–1567)
- Salentin z Isenburg-Grenzau (1567–1577)
- Gebhard II. Truchsess z Waldburgu (1577–1583) konvertoval ke kalvinismu, sesazen
- Arnošt Bavorský (1583–1612)
- Ferdinand Bavorský (1612–1650), od 1595 koadjutor
- Maxmilián Jindřich Bavorský (1650–1688)
- Josef Klement Bavorský (1688–1723)
- Klement August I. Bavorský (1723–1761)
- Maxmilián František Habsbursko-Lotrinský (1784–1801)
- Antonín Viktor Habsbursko-Lotrinský (1801–1803)

V roce 1803 bylo kurfiřtství sekularizováno a jeho území připojeno k Hesensko-Darmstadtsku. V letech 1803–1824 byla diecéze bez biskupa a spravována kapitulními vikáři.

## Novodobí arcibiskupové kolínští (od r. 1824)
- Ferdinand August von Spiegel (1824–1835)
- Clemens August Droste zu Vischering (1835–1845)
- Johannes von Geissel (1845–1864)
- Paul Melchers (1866–1885)
- Philipp Krementz (1885–1899)
- Hubert Theophil Simar (1899-1902)
- Anton Hubert Fischer (1902–1912)
- Felix von Hartmann (1912–1919)
- Karl Joseph Schulte (1920–1941)
- Josef Frings (1942–1969)
- Joseph Höffner (1969–1987)
- Joachim Meisner (1988–2014)
- Rainer Maria Woelki, od roku 2014